# 土佐くろしお鉄道中村線
中村線（なかむらせん）は、高知県高岡郡四万十町の窪川駅から同県四万十市の中村駅に至る土佐くろしお鉄道の鉄道路線。宿毛線とともに「四万十くろしおライン」（しまんとくろしおライン）という愛称が付けられている。

## 概要
清流四万十川の河口に位置し、四国の小京都として知られた四万十市中村地区（旧中村市）への路線で、南国の海岸線を走る。元は日本国有鉄道（国鉄）の路線で、事実上、宿毛線と共に土讃線の延長線として建設されており、運用もほぼ一体となっている。1987年4月1日の国鉄分割民営化によって四国旅客鉄道（JR四国）に承継され、1988年4月1日から土佐くろしお鉄道が運営している（後述）。
駅ナンバリングの路線記号はTKで、番号部分に限りJR四国土讃線、土佐くろしお鉄道宿毛線との連番（高知駅を00と見なす）となっている。

## 路線データ
- 管轄（事業種別）：土佐くろしお鉄道（第一種鉄道事業者）
- 路線距離（営業キロ）：43.0 km
- 軌間：1,067 mm（狭軌）
- 建設主体：日本鉄道建設公団（現 独立行政法人鉄道建設・運輸施設整備支援機構）
- 駅数：15駅（起終点駅含む）
- 複線区間：なし（全線単線）
- 電化区間：なし（全線非電化）
- 閉塞方式：単線自動閉塞式
  - CTC、PRC[注釈 2]
- 交換可能駅・信号場：3（川奥信号場、土佐佐賀駅、浮鞭駅）
- 最高速度：110 km/h[3]
- 最小曲線半径
  - 窪川駅 - 伊与喜駅間：250 m
  - 伊与喜駅 - 中村駅間：280 m
- 最急勾配：23 ‰（川奥信号場 - 荷稲駅間）

## 沿線風景
土佐白浜から浮鞭までは荒磯沿いを走り、入野松原を横目に中村に至る。入野松原の沖はホエールウォッチングの名所で、観光船のフリをした漁船に乗ってニタリクジラを追いかけることができる。中村駅のすぐ手前で綺麗な川を渡るが、これは四万十川の支流の後川（うしろがわ）で、四万十川本流と交わるには同駅を越えて宿毛線区間に入らなければならない。
川奥信号場 - 荷稲駅間にはループ線がある。そのほとんどは第一川奥トンネル（長さ2,031m）内に収まっているためループ区間での見せ場はないが、川奥信号場通過中に谷間を眺めると、中村方面に続く2条のレールの存在を確かめることができる。

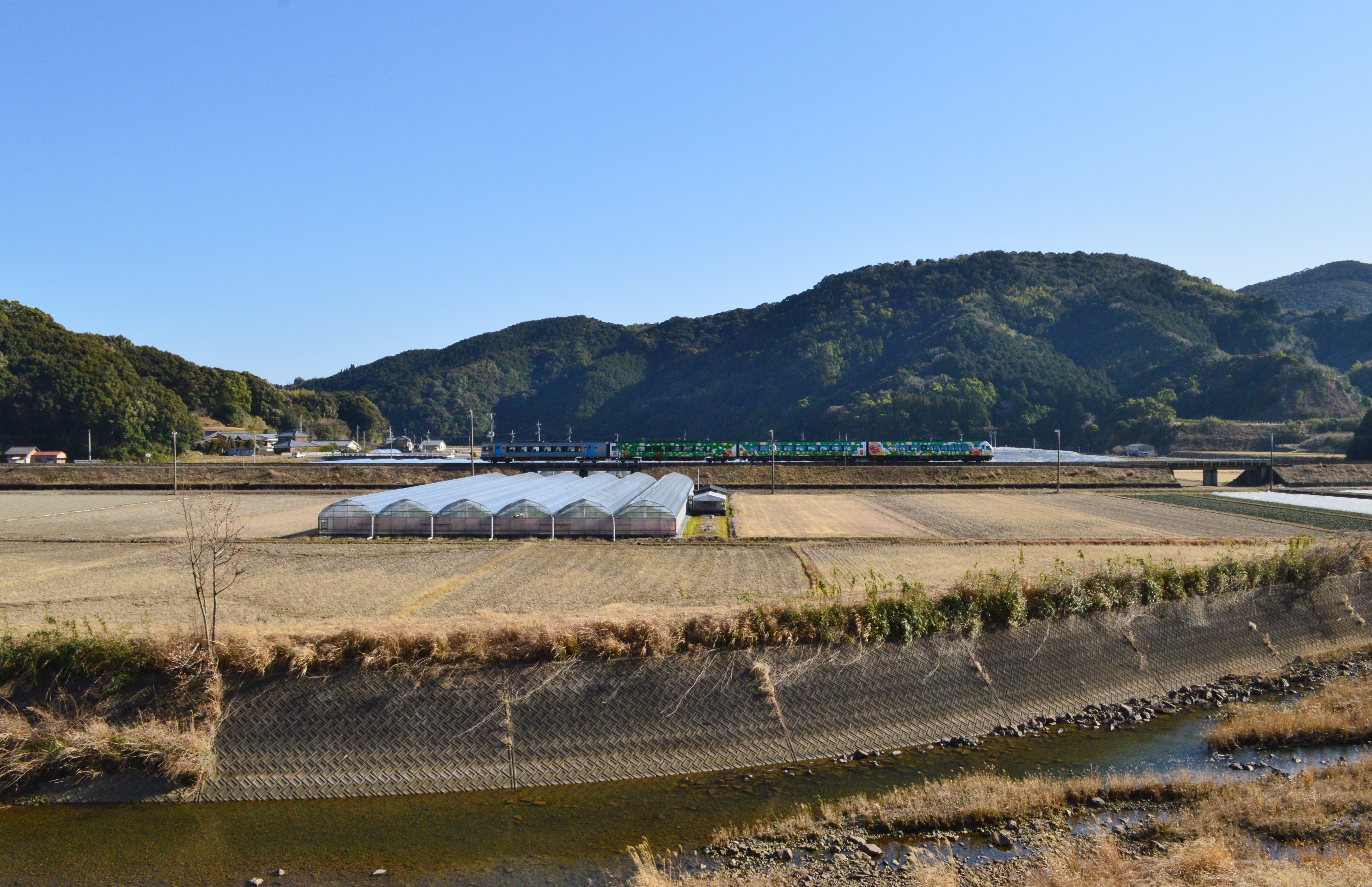
黒潮町付近

## 運行形態

### 優等列車
転換前と同様、高松・高知方面からの土讃線特急「しまんと」・「あしずり」が乗り入れている。2024年3月16日現在のダイヤでは「しまんと」が1往復、「あしずり」が7往復の計8往復の運行となっている。そのうち「あしずり」の1往復と「しまんと」の上り1本の計1.5往復は宿毛線に直通する。この直通運転のため、土佐くろしお鉄道も四国旅客鉄道（JR四国）と同形の特急用車両（2700系気動車）を2両保有している。
かつてはJR四国と同形の特急用車両の2000系気動車を4両保有していた。その4両ともアンパンマン列車（オレンジ）となっていた。
2012年3月17日のダイヤ改正で高松駅からの特急「しまんと」が高知駅発着に統一されたことにより、高知駅以西の運用を「あしずり」に置き換える形で「しまんと」の中村線および宿毛線内での運転が終了していた。このダイヤ改正以降、高知駅では「しまんと」と「あしずり」が同一ホームでの対面乗り換えとされたため、一定の利便性は確保されていた。2014年3月15日のダイヤ改正で「しまんと」1号が「あしずり」3号と統合されて高松発中村行きとなり、「しまんと」の中村線乗り入れが復活した。かつては岡山駅から「南風」も乗り入れていたが、2020年3月14日のダイヤ改正で乗り入れが廃止された。
JR線から特急列車の直通があるため、土佐くろしお鉄道はJR四国に車両使用料を支払っている。自社車両の保有数が少ないため、完全な相殺にはなっていない。

### 普通列車
ワンマン運転の各駅停車が窪川駅 - 中村駅・宿毛線宿毛駅間で運転されている。窪川駅 - 若井駅（川奥信号場）間は、土佐くろしお鉄道の列車のほかに、JR予土線の列車も乗り入れている。
窪川駅 - 中村駅間での運行本数は1日下り9本、上り9本の計9往復（2024年3月16日現在）であるが、下り最終列車の発車時刻が窪川発18時半過ぎ（中村着19時半過ぎ）と非常に早い。上りの最終列車は中村発20時半過ぎ（窪川着21時半過ぎ）であるが、この列車の終点・窪川駅からの接続列車はない。

## 歴史
鉄道敷設法（大正11年法律第37号）別表第105号ノ3の「高知県窪川付近ヨリ中村至ル鉄道」である。事実上、日本国有鉄道（国鉄）土讃本線（現在のJR四国土讃線）の延長線として建設された路線で運行上も一体であったが、土讃本線に編入されず独立の線名を名乗った。このことが、後に赤字83線、さらに特定地方交通線に指定される原因となる。
日本国有鉄道経営再建促進特別措置法（国鉄再建法）施行に伴い、1986年に第3次特定地方交通線に指定。1987年にJR四国を経て、1988年に土佐くろしお鉄道に転換された。また、日本鉄道建設公団建設線を引き継いで開業した宿毛線は、中村線の延長線である。

### 年表
- 1963年（昭和38年）12月18日：中村線窪川 - 土佐佐賀間 (20.7km) 開業。後に開通する予土線との分岐点・川奥信号場までは土讃本線（現在の土讃線）の延長と見なされ、窪川 - 若井間には多度津起点200kmの距離標があった。
- 1968年（昭和43年）9月：赤字83線の一つに選定される（1972年計画中止）。
- 1970年（昭和45年）10月1日：土佐佐賀 - 中村間 (22.7km) 開業（全通）[11]。
- 1972年（昭和47年）3月15日：ダイヤ改正に伴い、特急「南風」の運行開始（高松 - 窪川 - 中村）。
- 1974年（昭和49年）3月1日：CTC化。
- 1978年（昭和53年）
  - 5月17日：10時45分頃、西大方駅 - 中村駅間で高知駅発中村駅行き下り貨物列車（DE10 553号機＋貨車8両編成）が崩壊した土砂に乗り上げ、機関車と貨車1両が脱線、機関士が負傷[12]。
  - 5月22日：第29回全国植樹祭および高知県行幸のため、高知駅 - 中村駅間に新1号御料車編成によるお召列車を運転。高知機関区のDE10 563+DE10 1037の重連で牽引。復路は24日（牽引機同じ）[13]。
- 1982年（昭和57年）11月15日：東大方駅を有井川駅に改称。
- 1984年（昭和59年）2月1日：貨物営業廃止。
- 1986年（昭和61年）
  - 4月7日：中村線が特定地方交通線として選定される[6]。
  - 4月26日：中村線存続対策協議会総会で第三セクターへ転換合意[6]。
  - 5月27日：運輸大臣が中村線を第3次廃止対象特定地方交通線として承認[6]。
  - 7月28日：第1回中村線特定地方交通線対策会議開催。中村線の第三セクター鉄道への転換が合意[6]。
  - 11月22日：土佐くろしお鉄道の第1回臨時株主総会開催。同社が中村線の運営を引き受けることが決定[6]。
- 1987年（昭和62年）
  - 4月1日：国鉄分割民営化に伴い、四国旅客鉄道（JR四国）に承継。
  - 12月18日：土佐くろしお鉄道が同年12月3日に申請していた中村線の第一種鉄道事業免許が認可[6]。
- 1988年（昭和63年）4月1日：中村線が土佐くろしお鉄道に移管[2][6]。同時に営業キロが改定され、国鉄・JR時代と比較して全線で0.4km短縮 (43.0km) 。古津賀駅新設[2]。また、乗り入れの急行「あしずり」は快速列車（一部普通列車）になる。乗り入れの特急はグリーン車も含めて線内は全席自由席となる。
- 1989年（平成元年）4月1日：消費税導入に伴い、運賃改定[6]。
- 1990年（平成2年）11月21日：「あしずり」が特急列車になり、快速列車が廃止になる。
- 1993年（平成5年）10月1日：佐賀公園駅開業[6]。
- 1995年（平成7年）4月1日：運賃改定に伴い、乗り入れの特急の指定席扱いを導入[6]。
- 1996年（平成8年）12月18日：中村にCTCセンター開設、全線のCTC制御を中村から実施[7][6]。
- 1997年（平成9年）
  - 5月30日：宿毛線開業に伴う運賃改定[6]。
  - 10月1日：土佐くろしお鉄道宿毛線開業。中村線内における特急列車の110km/h運転開始[6]。中村線乗り入れの特急列車8往復のうち6往復が宿毛駅までの運転となる。中村駅CTCセンターから全線のPRC制御を開始[7]。
- 2003年（平成15年）
  - 4月22日：海の王迎駅開業[6]。
  - 12月8日：荷稲 - 伊与喜間で大規模な土砂崩壊が発生し、その区間の列車運行が不通となる[14]。11月27日 - 11月30日まで続いた豪雨が、連続雨量541mmに達し、地山水圧の上昇により発生。
- 2004年（平成16年）1月10日：荷稲 - 伊与喜間運転再開。
- 2006年（平成18年）
  - 3月1日：全駅で駅番号表示を開始。
  - 3月18日：各駅停車の運行本数を削減、最終を3時間繰り上げる。
- 2007年（平成19年）3月18日：宿毛線乗り入れの特急列車5往復のうち3往復が中村駅までの運転となる。
- 2010年（平成22年）3月13日：宿毛線乗り入れの特急列車が2往復から3往復に増加、古津賀駅に特急「南風」28号が新たに停車[15]。
- 2012年（平成24年）3月17日：中村線乗り入れの特急列車は下り10本、上り9本となり、うち宿毛線乗り入れの特急列車は下り4本・上り3本となる。ただし、下り1本は毎日運転の臨時列車として運転。
- 2014年（平成26年）3月15日：中村線乗り入れの特急列車は9往復となり、うち宿毛線乗り入れの特急列車は下り1本・上り2本となる。中村線区間で夜間の普通列車1往復減便。
- 2015年（平成27年）9月26日：この日中村駅で開催された中村駅まつりにて投票により宿毛線とともに愛称が「四万十くろしおライン」に決定[4]。
- 2023年（令和5年）
  - 6月2日：土佐白浜 - 有井川間で線状降水帯による大雨により土砂流入が発生し、中村発窪川行き普通列車が線路に流入した土砂に乗り上げて脱線[16]。
  - 6月10日：土砂流入及び脱線事故の発生により運休、その後バス代行輸送を行っていた中村 - 窪川間が運転再開[17]。なお、当該区間は当面の間徐行運転。
- 2024年（令和6年）3月16日：ダイヤ改正により、中村線の特急列車が1往復減便の8往復となる[18]。ならびに「あしずり」16号廃止に伴い、特急列車の古津賀駅停車が消滅[18]。

## 駅一覧
- 全駅高知県に所在。
- *は土佐くろしお鉄道転換後の新設駅。
- 普通列車は全駅に停車する。特急の停車駅は「あしずり (列車)」「しまんと (列車)」を参照。
- 線路（全線単線） … ◇：列車交換可、｜：列車交換不可

| 駅番号 | 駅名         | 営業キロ | 営業キロ | 接続路線                           | 線路 | 所在地          |
| 駅番号 | 駅名         | 駅間     | 累計     | 接続路線                           | 線路 | 所在地          |
| ------ | ------------ | -------- | -------- | ---------------------------------- | ---- | --------------- |
| TK26   | 窪川駅       | -        | 0.0      | 四国旅客鉄道：●K 土讃線 (K26)      | ◇    | 高岡郡 四万十町 |
| TK27   | 若井駅       | 4.4      | 4.4      | 四国旅客鉄道：●G 予土線 (G27)      | ｜   | 高岡郡 四万十町 |
|        | 川奥信号場   | -        | (8.0)    | （中村線と予土線との実際の分岐点） | ◇    | 幡多郡 黒潮町   |
| TK28   | 荷稲駅       | 9.4      | 13.8     |                                    | ｜   | 幡多郡 黒潮町   |
| TK29   | 伊与喜駅     | 4.3      | 18.1     |                                    | ｜   | 幡多郡 黒潮町   |
| TK30   | 土佐佐賀駅   | 2.7      | 20.8     |                                    | ◇    | 幡多郡 黒潮町   |
| TK31   | 佐賀公園駅*  | 2.1      | 22.9     |                                    | ｜   | 幡多郡 黒潮町   |
| TK32   | 土佐白浜駅   | 1.2      | 24.1     |                                    | ｜   | 幡多郡 黒潮町   |
| TK33   | 有井川駅     | 3.5      | 27.6     |                                    | ｜   | 幡多郡 黒潮町   |
| TK34   | 土佐上川口駅 | 1.6      | 29.2     |                                    | ｜   | 幡多郡 黒潮町   |
| TK35   | 海の王迎駅*  | 0.9      | 30.1     |                                    | ｜   | 幡多郡 黒潮町   |
| TK36   | 浮鞭駅       | 1.6      | 31.7     |                                    | ◇    | 幡多郡 黒潮町   |
| TK37   | 土佐入野駅   | 2.6      | 34.3     |                                    | ｜   | 幡多郡 黒潮町   |
| TK38   | 西大方駅     | 2.9      | 37.2     |                                    | ｜   | 幡多郡 黒潮町   |
| TK39   | 古津賀駅*    | 3.7      | 40.9     |                                    | ｜   | 四万十市        |
| TK40   | 中村駅       | 2.1      | 43.0     | 土佐くろしお鉄道：●TK 宿毛線       | ◇    | 四万十市        |